# Zawisza von Kurozweki
Zawisza von Kurozweki (polnisch: Zawisza Kurozwęcki; † 1382) war ab 1380 Bischof von Krakau. Seine Familie war Teil der Wappengemeinschaft Poraj.

## Leben
Zawisza begann seine kirchliche Laufbahn 1352 als Kanoniker in Sandomir und ab 1353 in Krakau. 1366 wurde er Erzdiakon. 1380 wurde er schließlich Bischof von Krakau und in dieser Eigensachaft 1381 Vicarius regni poloniae. Er war Vertrauter des polnischen Königs Ludwig des Großen, der ihn bereits in den 1370er Jahren zu seinem Kanzler machte. Nach dem Tod von Elisabeth von Polen wurde er Verwalter Polens bei Abwesenheit des Königs. Als Vicarius regni poloniae ernannte zahlreiche Königsbeamte und bekämpfte den Einfluss des Großpolnischen Adels. Der ihm nicht gesonnene Johann von Czarnikau berichtet daher in seiner Chronik, dass Zawisza in schändlicher Weise ums Leben kam, als er von einer Leiter fiel, als er einem Bauernmädchen nachstellte.